# Oscar 1946
A 18ª cerimônia de entrega dos Academy Awards (ou Oscars 1946), apresentada pela Academia de Artes e Ciências Cinematográficas, premiou os melhores atores, técnicos e filmes de 1945 no dia 7 de março de 1946, em Hollywood, e teve  como mestres de cerimônias James Stewart e Bob Hope.
O drama The Lost Weekend foi premiado na categoria de melhor filme.

## Indicados e vencedores
| Melhor Filme - The Lost Weekend - Anchors Aweigh - The Bells of St. Mary’s - Mildred Pierce - Spellbound | Melhor Diretor - Billy Wilder – The Lost Weekend - Clarence Brown – National Velvet - Alfred Hitchcock – Spellbound - Leo McCarey – The Bells of St. Mary's - Jean Renoir – The Southerner                                                                                             |
| Melhor Ator/Actor (Principal) - Ray Milland – The Lost Weekend - Bing Crosby – The Bells of St. Mary's - Gene Kelly – Anchors Aweigh - Gregory Peck – The Keys of the Kingdom - Cornel Wilde – A Song to Remember | Melhor Atriz/Actriz (Principal) - Joan Crawford – Mildred Pierce - Ingrid Bergman – The Bells of St. Mary's - Greer Garson – The Valley of Decision - Jennifer Jones – Love Letters - Gene Tierney – Leave Her to Heaven                                                               |
| Melhor Ator/Actor Coadjuvante/Secundário - James Dunn – A Tree Grows in Brooklyn - Michael Chekhov – Spellbound - John Dall – The Corn Is Green - Robert Mitchum – The Story of G.I. Joe - J. Carrol Naish – A Medal for Benny | Melhor Atriz/Actriz Coadjuvante/Secundária - Anne Revere – National Velvet - Eve Arden – Mildred Pierce - Ann Blyth – Mildred Pierce - Angela Lansbury – O Retrato de Dorian Gray - Joan Lorring – The Corn Is Green                                                                   |
| Melhor Roteiro/Argumento - Original - Marie-Louise - Music for Millions - Salty O'Rourke - What Next, Corporal Hargrove? - Dillinger | Melhor Roteiro/Argumento - Adaptado - The Lost Weekend - The Story of G.I. Joe - A Tree Grows in Brooklyn - Mildred Pierce - Pride of the Marines |
| Melhor História Original - The House on 92nd Street - Objective, Burma! - The Affairs of Susan - A Song to Remember - A Medal for Benny | Melhores Efeitos Especiais - Wonder Man - A Thousand and One Nights - Spellbound - They Were Expendable - Captain Eddie |
| Melhor Documentário em Longa-metragem - The True Glory - The Last Bomb | Melhor Documentário em Curta-metragem - Hitler Lives? - Library of Congress - To the Shores of Iwo Jima |
| Melhor Curta-metragem em Uma Bobina - Stairway to Light - Along the Rainbow Trail - Screen Snapshots' 25th Anniversary - Story of a Dog - White Rhapsody - Your National Gallery | Melhor Curta-metragem em Duas Bobinas - Star in the Night - A Gun in His Hand - The Jury Goes Round 'N' Round - The Little Witch |
| Melhor Animação em Curta-metragem - Quiet Please! - Donald's Crime - Jasper and the Beanstalk - Life with Feathers - Mighty Mouse in Gypsy Life - The Poet and Peasant - Rippling Romance | Melhor Edição/Montagem - National Velvet - Objective, Burma! - The Lost Weekend - The Bells of St. Mary's - A Song to Remember |
| Melhor Trilha Sonora/Banda Sonora/Comédia ou Drama - Spellbound - Guest Wife - The Story of G.I. Joe - Flame of Barbary Coast - The Bells of St. Mary's - Brewster's Millions - The Woman in the Window - The Man Who Walked Alone - Captain Kidd - Guest in the House - The Southerner - G. I. Honeymoon - The Keys of the Kingdom - The Lost Weekend - A Song to Remember - This Love of Ours - The Valley of Decision - Paris Underground - Objective, Burma - The Enchanted Cottage - Love Letters | Melhor Trilha Sonora/Banda Sonora/Musical - Anchors Aweigh - Incendiary Blonde - Wonder Man - Why Girls Leave Home - Rhapsody in Blue - State Fair - Sunbonnet Sue - Can't Help Singing - Belle of the Yukon - The Three Caballeros - Hitchhike to Happiness - Tonight and Every Night |
| Melhor Canção original - "It Might as Well Be Spring" por State Fair (1945) - "Accentuate the Positive" por Here Come the Waves - "Anywhere" por Tonight and Every Night - "Aren't You Glad You're You" por The Bells of St. Mary's - "The Cat and the Canary" por Why Girls Leave Home - "Endlessly" por Earl Carroll Vanities - "I Fall in Love Too Easily" por Anchors Aweigh - "I'll Buy That Dream" por Sing Your Way Home - "Linda" por The Story of G.I. Joe - "Love Letters" por Love Letters - "More and More" por Can't Help Singing - "Sleighride in July" por Belle of the Yukon - "So in Love" por Wonder Man - "Some Sunday Morning" por San Antonio | Melhor Mixagem/mistura de Som - The Bells of St. Mary's - A Song to Remember - The Southerner - They Were Expendable - The Unseen - Three Is a Family - Flame of Barbary Coast - Wonder Man - Leave Her to Heaven - Lady on a Train - The Three Caballeros - Rhapsody in Blue          |
| Melhor Direção de Arte/Preto & Branco - Blood on the Sun - The Keys of the Kingdom - Experiment Perilous - Love Letters - O Retrato de Dorian Gray | Melhor Direção de Arte/Colorido - Frenchman's Creek - National Velvet - A Thousand and One Nights - San Antonio - Leave Her to Heaven |
| Melhor Cinematografia/Fotografia/Preto & Branco - O Retrato de Dorian Gray - Spellbound - Mildred Pierce - The Keys of the Kingdom - The Lost Weekend | Melhor Cinematografia/Fotografia/Colorido - Leave Her to Heaven - The Spanish Main - A Song to Remember - Anchors Aweigh - National Velvet |

### Múltiplas indicações
- 8 indicações: The Bells of St. Mary's
- 7 indicações: The Lost Weekend
- 6 indicações: Mildred Pierce, A Song to Remember e Spellbound
- 5 indicações: Anchors Aweigh e National Velvet
- 4 indicações: The Keys of the Kingdom, Leave Her to Heaven, Love Letters, The Story of G.I. Joe e Wonder Man
- 3 indicações: Objective, Burma, O Retrato de Dorian Gray e The Southerner
- 2 indicações: Belle of the Yukon, Can't Help Singing, The Corn Is Green, Flame of Barbary Coast, A Medal for Benny, Rhapsody in Blue, San Antonio, State Fair, They Were Expendable, A Thousand and One Nights, The Three Caballeros, Tonight and Every Night, A Tree Grows in Brooklyn, The Valley of Decision e Why Girls Leave Home